# Caryophyllia antillarum
Caryophyllia antillarum är en korallart som beskrevs av Pourtalès 1874. Caryophyllia antillarum ingår i släktet Caryophyllia och familjen Caryophylliidae. Inga underarter finns listade i Catalogue of Life.